# Seal Rocks
Seal Rocks est une localité australienne située dans la zone d'administration locale de Mid-Coast dans l'État de Nouvelle-Galles du Sud. En 2021, la population s'élevait à 56 habitants.

## Géographie
Seal Rocks est un village côtier de la région de Mid North Coast, situé à 275 km au nord-nord-est de Sydney. Il est célèbre pour ses nombreuses plages de surf (Lighthouse Beach, Treachery et Yagon) ainsi que pour abriter le phare de Sugarloaf Point Light (en). 

## Histoire
Avant la colonisation européenne, la zone désormais connue sous le nom de Seal Rocks est occupée par le peuple autochtone Worimi.
Le phare de Sugarloaf Point Light est installé le 1er décembre 1875. Il est converti du kérosène à l'acétylène en 1923 avant d'être électrifié en juin 1966 puis automatisé en 1987.
Le film Perfect Mothers, sorti en 2013, a été tourné à cet endroit.
Seal Rocks faisait partie de la zone d'administration locale des Grands Lacs jusqu'en 2016, date à laquelle il est intégré à celle de Mid-Coast, nouvellement créée.

## Résistance écologique

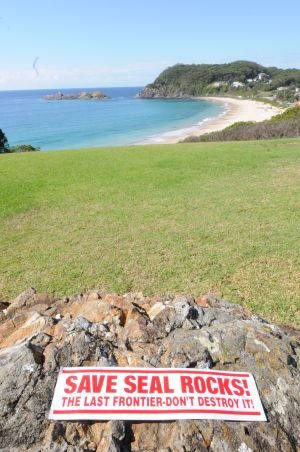

Seal Rocks est connu pour sa résistance pacifique aux tentatives des promoteurs et du conseil de bétonner le petit village de pêcheurs, en témoigne le slogan « Save Seal Rocks! The Last Frontier ».

## Colonie d'otaries
Seal Rocks est nommé d'après les otaries à fourrure souvent aperçues sur les rochers près du phare. Il existe des preuves qu'une colonie reproductrice de phoques existait autrefois à Seal Rocks, bien que l'espèce ne se reproduise plus en Nouvelle-Galles du Sud et que la colonie ait été perdue. Plus récemment, des observations ont augmenté dans la région proche de la baie Port Stephens.